# Phố Hàng Bè
Phố Hàng Bè là một trong những con phố cổ của Hà Nội, đi từ ngã ba Hàng Mắm – Hàng Bạc đến ngã tư Cầu Gỗ – Hàng Thùng, nối tiếp phố Hàng Dầu. Phố Hàng Bè thuộc phường Hàng Bạc, quận Hoàn Kiếm, Hà Nội. Trước kia Hàng Bè là một khúc của con đê cũ, khi dòng chảy còn ở sát chân đê, các bè gỗ và những vật liệu làm nhà từ miền ngược trở về đây bán. Do đó khúc đê này có tên là Hàng Bè, chợ trên đê là chợ Hàng Bè. Thời Pháp thuộc phố đã có tên là phố Hàng Bè (Rues des Radeaux). Phố được xây dựng trên nền đất xưa vốn thuộc thôn Nam Hoa, tổng Hữu Túc, huyện Thọ Xương.

## Lịch sử
Phố Hàng Bè khi xưa là một khúc của con đê cũ. Khi dòng chảy của sông Hồng còn ở sát chân đê, các bè gỗ nứa lá song mây, những vật liệu làm nhà từ miền ngược trở về áp vào đây bán. Do đó khúc đê này có tên là Hàng Bè, chợ trên đê là chợ Hàng Bè. Thời Pháp thuộc phố đã có tên là phố Hàng Bè (Rues des Radeaux). Phố được xây dựng trên nền đất xưa vốn thuộc thôn Nam Hoa, tổng Hữu Túc, huyện Thọ Xương.
Đến giữa thế kỷ XIX đổi là thôn Nam Phố, tổng Đông Thọ. Trước đây chỗ này gần ô Mỹ Lộc giáp bờ sông Hồng. Các bè nứa, luồng được đưa lên đây bán, lập thành chợ bán bè, luồng thuộc chợ Hàng Bè, lúc đầu bán ở phố Hàng Tre, sau dời vào chỗ phố Hàng Bè bây giờ. Đoạn đầu Hàng Bè đã có thời gọi là phố Hàng Cau vì đây là nơi buôn bán cau khô. Khi bè mảng không vào được sát chân đê nữa vì cát bồi đưa sông ra xa, thì phố này là nơi buôn bán cau, nên cũng có tên là phố Hàng Cau.
Trước kia, hàng năm thuyền mành từ miền trong ra đem hàng như đường Quảng, vây cá, tôm he, cá khô, nước mắm, cau khô của Qui Nhơn, Bình Định; khi về họ chở vào; bát ăn cơm, giấy hàng mã, vải, nồi đồng, mâm thau. Thuyền đinh lớn to mấy gian, bên trong có cả hoành phi câu đối, khám thờ, tủ chè và nuôi cả gà chó. Lái buôn người Việt Nam – và cả lái buôn người Tàu – đem hàng ra từng kiện, chứa trong kho những nhà chứa trọ phố Hàng Bè tất nhiên là sầm uất cho đến khi lòng sông lùi ra xa,  một con đê mới đắp ở cách xa đê cũ, nứa gỗ chuyển đến nơi khác, và cau thì vẫn đem bán ở đây. Con đê mới nói trên có đoạn tên là Bè Thượng, khi người Pháp mới đến Hà Nội, họ vẽ bản đồ ghi là Rue de la Digue (phố trên đê), tức là con phố Nguyễn Hữu Huân bây giờ.